# Haïdra
Haïdra (arabe : حيدرة) ou Henchir Haïdra est une petite ville de l'ouest de la Tunisie, située dans la dorsale tunisienne, à quelques kilomètres de la frontière avec l'Algérie. Elle est le chef-lieu d'une municipalité comptant 3 451 habitants en 2014 et rattachée au gouvernorat de Kasserine.
Elle est connue pour son site archéologique.

## Géographie

### Situation
Haïdra est le centre de la délégation du même nom, créée le 30 janvier 1982, et s'étend sur 4 273 hectares. Elle est située à 83,9 kilomètres au nord-ouest de Kasserine et à 249 kilomètres au sud-ouest de Tunis, sur le parcours de la route nationale 4.
La ville est desservie par le chemin de fer depuis les travaux réalisés par la Compagnie des chemins de fer Bône-Guelma entre 1912 et 1941, et qui ont permis de la relier à Kasserine, Tébessa et Kalâat Khasba.

### Climat
Le climat de Haïdra est semi-aride, comme dans une grande partie du Centre-Ouest de la Tunisie.

## Histoire

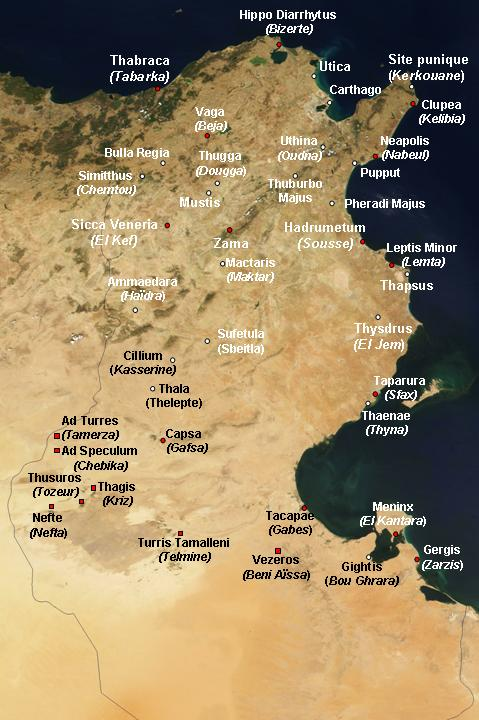
Site d'Ammaedara à l'ouest de la Tunisie antique.

Ammaedara ou Ad Medera, fondée au Ier siècle av. J.-C., est l'une des plus anciennes cités romaines d'Afrique ; elle est le siège de la Legio III Augusta à partir du règne d'Auguste, jusqu'à son déplacement pour raisons stratégiques vers Théveste (actuelle Tébessa en Algérie), à quarante kilomètres au sud-ouest, sous le règne de Vespasien. Des vétérans sont alors installés à Ammaedera qui reçoit le statut de colonie (Colonia Flauia Augusta Emerita Ammaedara) en 75. La création d'une colonie dans cette partie de l'Afrique proconsulaire permet de contrôler les routes passant sur les terrains de parcours des Musulames.
Devenant un nœud routier, traversé notamment par l'axe pénétrant reliant Carthage à Théveste, la cité se développe rapidement et se dote d'un grand nombre de monuments dont un arc de triomphe dédié à Septime Sévère. Alors que le christianisme se développe, elle devient un évêché en 258. En 411, la cité est le théâtre d'affrontements entre catholiques et donatistes, la population se scindant en deux derrière deux évêques différents.
Charles Monchicourt parle spécifiquement des Haouafedh, une sous-division des Ouled Ali,, qui, selon lui, auraient pris possession de la région aux Ouled Boughanem. Il évoque également le fait que les Fraichiches, ainsi que les Ouled Rhida (nom rappelant une autre fraction des Ouled Ali), auraient chassé les Ouled Boughanem de Haïdra et Foussana.
Haïdra sert de refuge aux insurgés de 1864 (Fraichiches et Madjer sous le commandement rebelle du « bey du peuple », Ali Ben Ghedhahem et d'autres tribus), qui ébranlent le pouvoir beylical.
Un caïd fraichiche, du nom d'Ali Sghir, avait une maison à Haïdra qui a été photographiée.
La ville aurait également accueilli un chantier militaire visant à rénover ses anciennes fortifications byzantines de l'époque de Justinien qui vise à l'époque à protéger la région des Maures (Berbères) comme les Frexes d'Antalas, les ancêtres des Fraichiches et Musulames de Tacfarinas. Ahmad Sayyadi, en se basant sur les archives nationales de Tunisie, rapporte que les caïds et cheikhs des Fraichiches ont entretenu une correspondance régulière avec les autorités beylicales à propos de divers sujets. Il mentionne également les conflits impliquant les habitants de Haïdra et la collecte des impôts, en particulier entre 1863 et 1867. 
En 1869, à la suite de maraudages commis par des membres de la tribu des Ouled Sidi Yahia dans la région de Haïdra, les Haouafedh des Fraichiches, probablement responsables de cette région, et leur cheikh réagissent en attaquant les Bétaïchias des Ouled Sidi Yahia ben Taïeb, du cercle de Tébessa, au nord de la ville. Selon le ministère français des Affaires étrangères, ils les dépouillent. Par la suite, le caïd des Ouled Ali, Hadj Gaïd, envoie une armée de 1 300 fantassins pour razzier deux douars des Merazgas (Ouled Sidi Yahia) résultant en un dommage de 37 230 francs et 23 morts (17 hommes et six femmes) dont les noms sont répertoriés.
Entre les 17 et 18 octobre 1881, les Fraichiches, dirigés par le caïd Hadj Harrat, affrontent les troupes françaises du général Forgemol dans la région de Haïdra, malgré leur extrême affaiblissement consécutif à la famine de 1867 et au choléra qui les ont décimé.
 Lors de cette bataille, les Fraichiches sont représentés par un étendard rouge (eux-mêmes se désignant comme le arch rouge).

## Site archéologique
Haïdra est connue pour son site archéologique, celui de la cité d'Ammaedara.
Une mosaïque âgée de plus de 1 700 ans et découverte à Haïdra durant l'hiver 1939-1940 est offerte à l'Organisation des Nations unies par le président Habib Bourguiba en 1961. Elle est encore exposée à l'entrée nord du salon des délégués au siège de l'organisation.

## Personnalités
- Mohamed Ali Ganzoui (né en 1944)[24], homme politique qui a effectué sa carrière au sein des services de sécurité ;
- Ahmed Jdey (1951-2012), historien, anthropologue et universitaire[25] ;
- Lotfi Mraïhi (né en 1959), médecin et homme politique.